# Установки ізомеризації в Самарі
Установки ізомеризації в Самарі – складові нафтопереробного комплексу в Самарі, які здійснюють продукування високооктанового компонента палива.
Нафтопереробний комплекс в Самарі організаційно складається з двох майданчиків, кожен з яких у підсумку отримав власні потужності з ізомеризації:
- на Новокуйбишевському НПЗ у 2004 році ввели в дію установку середньотемпературної ізомеризації річною потужністю 200 тисяч тонн. Вона використовує технологію CKS ISOM від компанії Süd-Chemie та споживає як сировину прямогонну бензинову фракцію НК-80. Установка має блок деізопентанізації та продукує стабільний ізомеризат з октановим числом 81 та ізопентан з октановим числом 92;
- у 2014-му на Куйбишевському НПЗ запустили установку низькотемпературної ізомеризації річною потужністю 280 тисяч тонн, для якої обрали процес французької компанії Axens. Вона споживає пентан-гексанову фракцію НК-85 та продукує ізомеризат з октановим числом 88;
- у 2015-му Новокуйбишевський НПЗ доповнили установкою низькотемпературної ізомеризації річною потужністю 280 тисяч тон. Вона використовує процес від Axens, споживає фракцію НК-80 та продукує ізомеризат з октановим числом 86 – 87.